# Laphystia notata
Laphystia notata är en tvåvingeart som först beskrevs av Jacques-Marie-Frangile Bigot 1878.  Laphystia notata ingår i släktet Laphystia och familjen rovflugor. Inga underarter finns listade i Catalogue of Life.